# Eriocnemis luciani
Eriocnemis luciani là một loài chim trong họ Trochilidae.